# 東経158度線
東経158度線（とうけい158どせん）は、本初子午線面から東へ158度の角度を成す経線である。北極点から北極海、アジア、太平洋、オーストララシア、南極海、南極大陸を通過して南極点までを結ぶ。東経158度線は、西経22度線と共に大円を形成する。

## 通過する地域一覧
東経158度線は、北極点から南極点まで南に向かって以下の場所を通っている。
| 地理座標                                               | 国土・領土・領海     | 備考 |
| ------------------------------------------------------ | -------------------- | --- |
| 北緯90度0分 東経158度0分 / 北緯90.000度 東経158.000度  | 北極海               | |
| 北緯76度49分 東経158度0分 / 北緯76.817度 東経158.000度 | ロシア               | ジャネット島 |
| 北緯76度46分 東経158度0分 / 北緯76.767度 東経158.000度 | 東シベリア海         | |
| 北緯71度1分 東経158度0分 / 北緯71.017度 東経158.000度  | ロシア               | |
| 北緯61度44分 東経158度0分 / 北緯61.733度 東経158.000度 | オホーツク海         | シェリホフ湾 |
| 北緯57度59分 東経158度0分 / 北緯57.983度 東経158.000度 | ロシア               | カムチャツカ半島                                                                                                 |
| 北緯51度44分 東経158度0分 / 北緯51.733度 東経158.000度 | 太平洋               | |
| 北緯6度49分 東経158度0分 / 北緯6.817度 東経158.000度   | ミクロネシア連邦     | アンツ環礁 — ポンペイ島の西                                                                                      |
| 北緯6度45分 東経158度0分 / 北緯6.750度 東経158.000度   | 太平洋               | Sikopo島とKerehikapa島（ ソロモン諸島、南緯7度26分 東経158度0分 / 南緯7.433度 東経158.000度）の間を通過          |
| 南緯7度27分 東経158度0分 / 南緯7.450度 東経158.000度   | ニュージョージア海峡 | |
| 南緯8度30分 東経158度0分 / 南緯8.500度 東経158.000度   | ソロモン諸島         | Marovo島、バングヌ島                                                                                             |
| 南緯8度46分 東経158度0分 / 南緯8.767度 東経158.000度   | ソロモン海           | |
| 南緯11度49分 東経158度0分 / 南緯11.817度 東経158.000度 | 珊瑚海               | チェスターフィールド諸島（ ニューカレドニア、南緯19度37分 東経158度11分 / 南緯19.617度 東経158.183度）の西を通過 |
| 南緯29度56分 東経158度0分 / 南緯29.933度 東経158.000度 | 太平洋               | |
| 南緯60度0分 東経158度0分 / 南緯60.000度 東経158.000度  | 南極海               | |
| 南緯69度14分 東経158度0分 / 南緯69.233度 東経158.000度 | 南極大陸             | オーストラリア南極領土 - オーストラリアが領有権主張                                                              |